# Fly Like an Eagle (canção)
"Fly Like an Eagle" é uma canção escrita por Steve Miller para o álbum de mesmo nome. Foi para o número dois na parada Billboard Hot 100 durante a semana de 12 de março de 1977, mantido do primeiro lugar por "Evergreen (Love Theme de A Star Is Born)" de Barbra Streisand. A única edição pode ser encontrada em Greatest Hits (1974–1978). A música tem uma sensação incomumente suave e "sonhadora". Geralmente é tocada junto com "Space Intro", mas a música também segue em "Wild Mountain Honey".

## História
A banda cantou a música pela primeira vez em 1973 durante uma apresentação no Felt Forum da cidade de Nova York em um projeto de lei com The Marshall Tucker Band, Buddy Guy e Junior Wells.
Uma versão anterior de 1973 apresenta um ritmo mais blues e menos inspirado no funk, com a guitarra tomando as partes do sintetizador (embora com efeitos de atraso semelhantes). As letras são ligeiramente diferentes, indicando que o lugar de onde a águia quer voar é uma reserva indígena americana. A versão final do álbum, inspirada no funk, é uma homenagem a "Slippin 'into Darkness" by War (1971).
Foi regravado para o álbum homônimo lançado em 1976.
O gancho da guitarra foi usado pela primeira vez em uma forma ligeiramente diferente na faixa de 1969 de Miller "My Dark Hour" (que apresentava Paul McCartney).

## Críticas
A versão original da Steve Miller Band vendeu mais de um milhão de cópias. A versão de Seal vendeu mais de 300.000 unidades em 5 de abril de 1997.
A revista Billboard descreveu a versão da Steve Miller Band como "atipicamente atenciosa, mas fascinantemente chamativa".

## Créditos
- Steve Miller - vocal principal, guitarra, ARP Odyssey
- Lonnie Turner - baixo
- Gary Mallaber - bateria
- Joachim Young - órgão B3

## Versão do Seal
Vinte anos depois da versão original de Miller, o artista britânico Seal fez um cover de "Fly Like an Eagle" para a trilha sonora do Space Jam, até mesmo experimentando as partes originais de "Space Intro" de Miller no refrão da música. Esta versão alcançou o número 10 na Billboard Hot 100, número 13 na UK Singles Chart e número dois na Canadian RPM 100 Chart. O single foi o primeiro (e, a partir de 2020, o último) top ten de Seal desde 1995, "Kiss from a Rose". De acordo com Seal, o produtor executivo da trilha sonora do Space Jam, Dominique Trenier, pediu que ele gravasse. D'Angelo, que era gerenciado por Trenier, tocou teclado na música. Seal disse que Steve Miller aprovou o cover e a certa altura ligou para ele agradecendo e dizendo que era o melhor cover da música que ele tinha ouvido.

### Paradas

#### Gráficos semanais
| Parada (1997)                                      | Melhor posição |
| -------------------------------------------------- | -------------- |
| Australia (ARIA)                                   | 81             |
| Bélgica (Ultratip Bubbling Under de Flandres)      | 7              |
| Canadá (RPM Top Singles)                           | 2              |
| Canadá (RPM Adult Contemporary)                    | 4              |
| Europe (Eurochart Hot 100)                         | 49             |
| Alemanha (Offizielle Deutsche Charts)              | 61             |
| Iceland (Íslenski Listinn Topp 40)                 | 18             |
| Nova Zelândia (Recorded Music NZ)                  | 29             |
| Escócia (Scottish Singles Chart)                   | 20             |
| Suíça (Schweizer Hitparade)                        | 38             |
| Reino Unido (UK Singles Chart)                     | 13             |
| Reino Unido (UK Dance Chart)                       | 14             |
| Estados Unidos (Billboard Hot 100)                 | 10             |
| Estados Unidos (Billboard Adult Alternative Songs) | 14             |
| Estados Unidos (Billboard Adult Contemporary)      | 9              |
| Estados Unidos (Billboard Adult Top 40)            | 7              |
| Estados Unidos (Billboard R&B/Hip-Hop Songs)       | 44             |
| Estados Unidos (Billboard Mainstream Top 40)       | 12             |
| Estados Unidos (Billboard Rhythmic)                | 36             |

1. ↑  Ryan, Gavin (2011). Australia's Music Charts 1988–2010. Mt. Martha, VIC, Australia: Moonlight Publishing
2. ↑  «Ultratop.be – Seal – Fly Like an Eagle» (em neerlandês). Ultratip.
3. ↑  Top RPM Singles: Issue 9792» (em inglês). RPM. Biblioteca e Arquivos do Canadá.  Consultado em October 2, 2019.
4. ↑  Top RPM Adult Contemporary: Issue 9788» (em inglês). RPM. Biblioteca e Arquivos do Canadá.  Consultado em October 2, 2019.
5. ↑  «Eurochart Hot 100 Singles» (PDF). Music & Media. 14 (15). 12 de abril de 1997. p. 13. Consultado em 26 de maio de 2020
6. ↑  «Offiziellecharts.de – Seal – Fly Like an Eagle» (em alemão). GfK Entertainment Charts.  Consultado em October 2, 2019.
7. ↑  «Íslenski Listinn Topp 40 (9.1. '97 – 15.1. '97)». Dagblaðið Vísir (em islandês). 10 de janeiro de 1997. p. 16. Consultado em 2 de outubro de 2019
8. ↑  «Charts.nz – Seal – Fly Like an Eagle» (em inglês). Top 40 Singles.
9. ↑  «Official Scottish Singles Sales Chart Top 100» (em inglês). Official Charts Company.
10. ↑  «Swisscharts.com – Seal – Fly Like an Eagle» (em inglês). Swiss Singles Chart.
11. ↑   «Official Singles Chart Top 100» (em inglês). Official Charts Company.
12. ↑  Official Dance Singles Chart Top 40» (em inglês). Official Charts Company.  Consultado em October 2, 2019.
13. ↑  «Seal Chart History (Hot 100)» (em inglês). Billboard.
14. ↑  «Seal Chart History (Adult Alternative Songs)» (em inglês). Billboard.  Consultado em October 2, 2019.
15. ↑  «Seal Chart History (Adult Contemporary)» (em inglês). Billboard.  Consultado em October 2, 2019.
16. ↑  «Seal Chart History (Adult Pop Songs)» (em inglês). Billboard.  Consultado em October 2, 2019.
17. ↑  «Seal Chart History (Hot R&B/Hip-Hop Songs)» (em inglês). Billboard.  Consultado em October 2, 2019.
18. ↑  «Seal Chart History (Pop Songs)» (em inglês). Billboard.  Consultado em October 2, 2019.
19. ↑  «Seal Chart History (Rhythmic)» (em inglês). Billboard.  Consultado em October 2, 2019.